# Aleksandr Nemitz
Aleksandr Nemitz (în rusă Александр Немитц; n. 7 august 1879, Cotiujeni, raionul Briceni, Republica Moldova – d. 1 octombrie 1967, Ialta, RSS Ucraineană, URSS) a fost ofițer naval al Imperiului Rus, Statului Ucrainean și al Uniunii Sovietice. A fost comandantul Marinei sovietice între februarie 1920 și noiembrie 1921. Este autor al mai multor lucrări științifice despre istoria și teoria războiului pe mare.

## Biografie
S-a născut în satul Cotiujeni (acum în raionul Briceni, Republica Moldova) din ținutul Hotin, gubernia Basarabia a Imperiului Rus, fiind fiul judecătorului militar Vasili Nemitz. A fost un descendent al vechii familii de cavaleri germani von Bieberstein, rusificată cu mult timp în urmă și inclusă printre nobilimea ereditară rusă. A terminat academia navală în 1899 și s-a alăturat Flotei Mării Negre, unde a servit ca asistent al atașatului naval în Imperiul Otoman și, ulterior, ca ofițer de artilerie. În urma revoluției din anii 1905-1907 a servit ca avocat al apărării pentru cei răzvrătiți și a reușit să-i scutească pe unii de pedeapsa cu moartea.
Începând cu 1907 a servit în Statul Major al Marinei și a comandat canonul Donets. ulterior a comandat o divizie de distrugătoare și a ocupat diverse posturi de personal. În 1917 s-a căsătorit cu Anastasia, sora artistului Mihail Vrubel. În 1917 a fost promovat contraamiral și a comandat Flota Mării Negre, înlocuindu-l pe Aleksandr Kolceak. În acest rol, la 23 noiembrie 1917, a cerut Republicii Populare Ucrainene să ia flota aflată sub jurisdicția sa. La 30 septembrie 1918, statul ucrainean l-a numit pe Nemitz în funcția de Ministru al Marinei ucrainene. Mai târziu, în 1918, sa alăturat Marinei Roșii și a luptat în războiul civil, unde a fost rănit.
În februarie 1920 l-a înlocuit pe Evgheni Berens în funcția de comandant al Marinei sovietice. Din 1924 a condus toate academiile navale și aeriene sovietice. 
În anii 1940-1947 a fost profesor în departamentele de strategie și tactică ale Academiilor Navale și Forțelor Aeriene. La 21 mai 1941, lui Nemitz i s-a acordat rangul de viceamiral. În timpul celui de-al doilea război mondial a fost decorat cu Ordinul Lenin (1945), Ordinul Steagul Roșu (1944) și medalia „Pentru victoria asupra Germaniei în Marele Război Patriotic din 1941-1945”.
S-a retras din slujba militară în 1947 și a locuit ultimii ani la Sevastopol.